# 27. kolovoza
27. kolovoza (27. 8.) 239. je dan godine po gregorijanskom kalendaru (240. u prijestupnoj godini).
Do kraja godine ima još 126 dana.

## Događaji
- 1527. – Grad Novi Vinodolski proživio je jedan od težih dana kada su Turci zapalili i opljačkali grad.
- 1883. – Erupcija Indonezijskog vulkana Krakatau prouzročila je jednu od najvećih vulkanskih nesreća u modernoj povijesti.
- 1939. – Uzletio je Heinkel He 178, prvi avion s mlaznim motorom.
- 1972. – Započelo je povremeno eksperimentalno emitiranje 2. programa Televizije Zagreb.
- 1991. – Moldova je objavila nezavisnost od SSSR-a.

| - 1730. – Johann Georg Hamann – njemački filozof († 1788.) - 1770. – Georg Wilhelm Friedrich Hegel, njemački filozof († 1831.) - 1849. – Ivan Rendić, hrvatski kipar († 1932.) - 1874. – Carl Bosch, njemački kemičar († 1940.) - 1908. – Lyndon B. Johnson, američki političar i predsjednik († 1973.) - 1910. – Majka Terezija, časna sestra albanskog podrijetla - 1941. – Cesária Évora, zelenoortska pjevačica († 2011.) - 1970. – Kaspar Zehnder, švicarski dirigent i flautist - 1979. – Ana Begić, hrvatska glumica - 1985. – Nikica Jelavić, hrvatski nogometaš | - 827. – Eugen II., papa - 1576. – Tizian, talijanski renesansni slikar (* 1490.) - 1590. – Siksto V., papa (* 1521.) - 1611. – Tomás Luis de Victoria, španjolski skladatelj (* 1548.) - 1635. – Lope de Vega, španjolski pisac (* 1562.) - 1929. – Herman Potočnik, slovenski inženjer (* 1892.) - 1958. – Ernest Orlando Lawrence, američki fizičar (* 1901.) - 1965. – Le Corbusier, najpoznatiji švicarski arhitekt (* 1887.) - 1981. – Valerij Harlamov, ruski hokejaš (* 1948.) - 2012. – Ivica Horvat, hrvatski nogometaš (* 1926.) - 2021. – Stjepan Babić, hrvatski jezikoslovac (* 1925.) |

## Imendani
- Monika
- Honorat
- Časlav